# Odelín Molina
Odelín Molina Hernández (ur. 3 sierpnia 1974) – kubański piłkarz występujący na pozycji bramkarza.

## Kariera klubowa
Odelín Molina zawodową karierę rozpoczął w 1997 w grającym w pierwszej lidze kubańskiej FC Villa Clara. Z Villa Clara trzykrotnie zdobył mistrzostwo Kuby w 1996, 2002 i 2004.

## Kariera reprezentacyjna
W reprezentacji Kuby Molina zadebiutował w 1996. W latach 1996–2008 uczestniczył w eliminacjach do czterech kolejnych Mistrzostw Świata, rozgrywając w nich 23 spotkania. W 2002 po raz pierwszy uczestniczył w Złotym Pucharze CONCACAF. Na turnieju był podstawowym bramkarzem swojego zespołu i wystąpił w obu meczach z USA i Koreą Południową.
Rok później po raz drugi wystąpił w Złotym Pucharze, w którym wystąpił we wszystkich trzech meczach z Kanadą, Kostaryką i USA. W 2005 po raz kolejny wystąpił w Złotym Pucharze, w którym wystąpił w dwóch meczach z Kostaryką i USA. W 2007 po raz czwarty wystąpił w Złotym Pucharze. Na turnieju wystąpił we wszystkich trzech meczach z Meksykiem, Panamą i Hondurasem. W 2011 po raz piąty uczestniczy w Złotym Pucharze CONCACAF.